# Torkāsheh
Torkāsheh (persiska: تركاشه) är en ort i Iran.   Den ligger i provinsen Västazarbaijan, i den nordvästra delen av landet, 500 km väster om huvudstaden Teheran. Torkāsheh ligger 1 470 meter över havet och antalet invånare är 295.
Terrängen runt Torkāsheh är huvudsakligen kuperad, men söderut är den platt. Runt Torkāsheh är det ganska glesbefolkat, med 48 invånare per kvadratkilometer. Närmaste större samhälle är Shāhīn Dezh, 17,1 km nordost om Torkāsheh. Trakten runt Torkāsheh består i huvudsak av gräsmarker.